# 대한민국 민법 제429조
대한민국 민법 제429조는 보증채무의 범위에 대한 민법 채권법 조문이다.

## 조문
제429조(보증채무의 범위) (1) 보증채무는 주채무의 이자, 위약금, 손해배상 기타 주채무에 종속한 채무를 포함한다.

(2) 보증인은 그 보증채무에 관한 위약금 기타 손해배상액을 예정할 수 있다.

第429條(保證債務의 範圍) ① 保證債務는 主債務의 利子, 違約金, 損害賠償 其他 主債務에 從屬한 債務를 包含한다.
②保證人은 그 保證債務에 關한 違約金 其他 損害賠償額을 豫定할 수 있다.

## 사례
병은 2년 전 친구 갑이 을로부터 3천만 원을 차용할 때 병과 함께 연대보증을 서주면서 자신의 소유 부동산에 채권최고금액 3천만 원인 근저당권을 설정해 주었다. 그런데 갑은 위 채무를 단 한 푼도 갚지 않았고, 을은 위 근저당권을 실행해 병 소유의 부동산을 경매처분하면서 그 매각대금으로부터 3천만 원을 배당받았고 병에게 연대보증 책임을 물어 3천만 원이 초과된 지연이자에 대해서 청구하는 경우, 병은 연대채무자로 을에게 전부 변제의무가 있다.

## 판례

### 보증계약 성립 후 채무자와 채권자 사이에 채무불이행시의 손해배상액을 예정한 경우, 보증인의 보증책임의 범위
- 보증인은 특별한 사정이 없는 한 채무자가 채무불이행으로 인하여 부담하여야 할 손해배상채무에 관하여도 보증책임을 진다고 할 것이고, 따라서 보증인으로서는 채무자의 채무불이행으로 인한 채권자의 손해를 배상할 책임이 있다고 할 것이나, 원래 보증인의 의무는 보증계약 성립 후 채무자가 한 법률행위로 인하여 확장, 가중되지 아니하는 것이 원칙이므로, 채무자의 채무불이행시의 손해배상의 범위에 관하여 채무자와 채권자 사이의 합의로 보증인의 관여 없이 그 손해배상 예정액이 결정되었다고 하더라도, 보증인으로서는 위 합의로 결정된 손해배상 예정액이 채무불이행으로 인하여 채무자가 부담할 손해배상 책임의 범위를 초과하지 아니한 한도 내에서만 보증책임이 있다.[2]
- 동일한 사람이 동일 채권의 담보를 위하여 연대보증계약과 근저당권설정계약을 체결한 경우라도, 위 두 계약은 별개의 사안이므로 연대보증책임의 범위가 근저당권의 채권최고액의 범위 내로 제한되기 위해서는 이를 인정할 만한 특별한 사정의 존재가 입증되어야 하는 것이다[3].

## 같이 보기
- 보증보험
- 보증